# 丹沢山
丹沢山（たんざわさん・たんざわやま）は丹沢山地の丹沢主脈にある標高1,567 mの山。
神奈川県相模原市緑区と愛甲郡清川村、足柄上郡山北町の境界に位置し、周辺の山々と共に丹沢大山国定公園に指定されている。

## 概要
元々、丹沢山とは丹沢中央部に連なる山々の総称であったが、明治時代の測量時に当山に一等三角点が設置され、その仮称として丹沢山と名付けられたのがそのまま現在へと至り、一峰の山名となっている。しかし、深田久弥が日本百名山に選んだ丹沢山とはこの山塊中の一峰ではなく、丹沢中央部に連なる山々の総称であるとされている。
「丹沢山麓の伝統的景観保全・復元活動」で、平成15年度国土交通省手づくり郷土賞（地域活動部門） 受賞。

## 主な出来事
- 1923年（大正12年）9月1日 - 関東大震災が発生。斜面崩壊多数発生[2]。
- 1955年（昭和30年） - 第10回国民体育大会の山岳競技会場となる。これを契機に登山道や山小屋が整備される[3]。

## 登山

### 山小屋
山頂に山小屋「丹沢山 みやま山荘」がある（住所は神奈川県愛甲郡清川村字丹沢山1761）。通年営業。建物は2004年に建て替えられた。宿泊料金は、素泊まり6,000円、朝食1,200円、夕食1,800円(2023年5月現在)。自炊室はない。

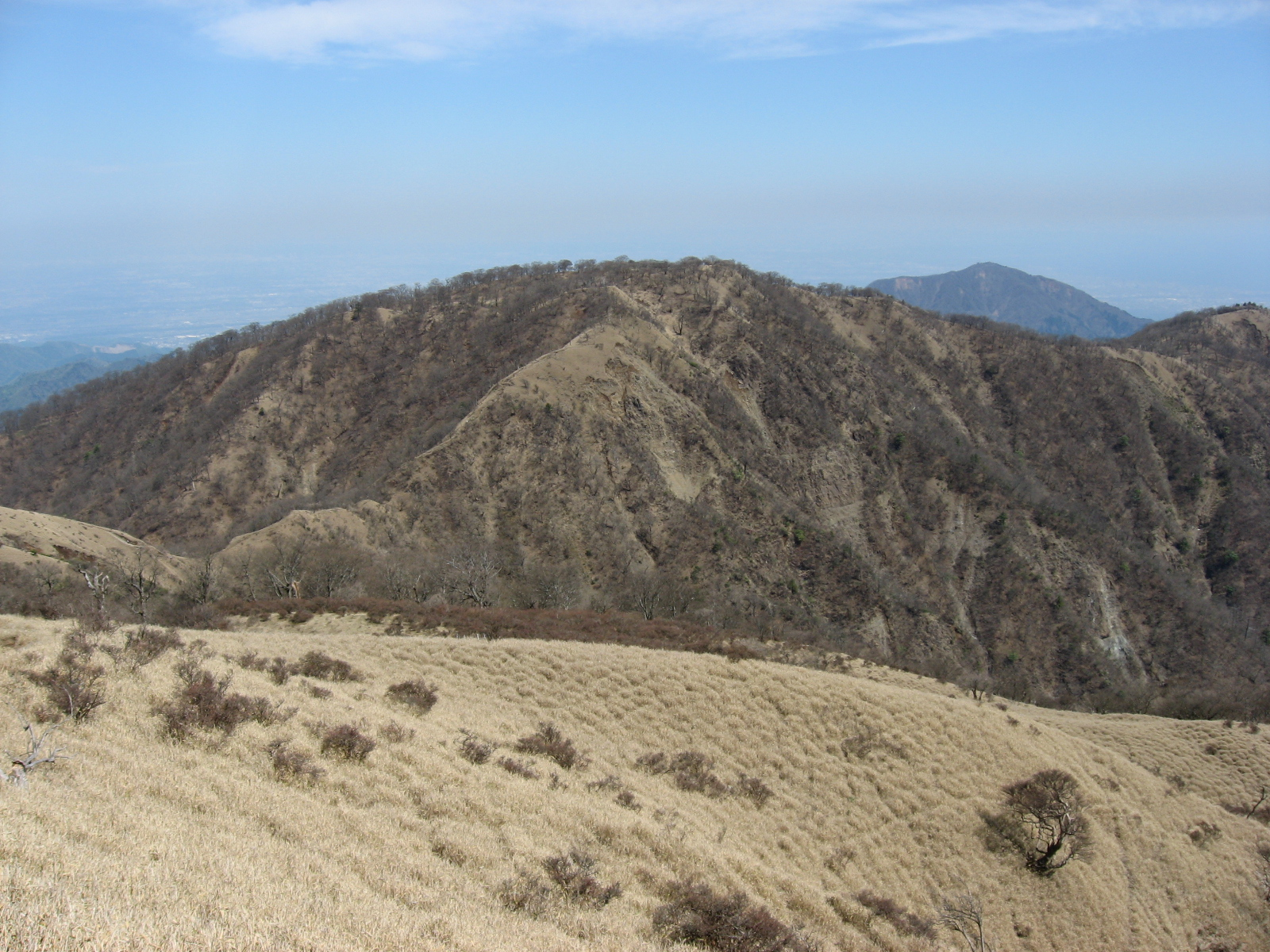
不動ノ峰より望む丹沢山（2007年4月撮影）
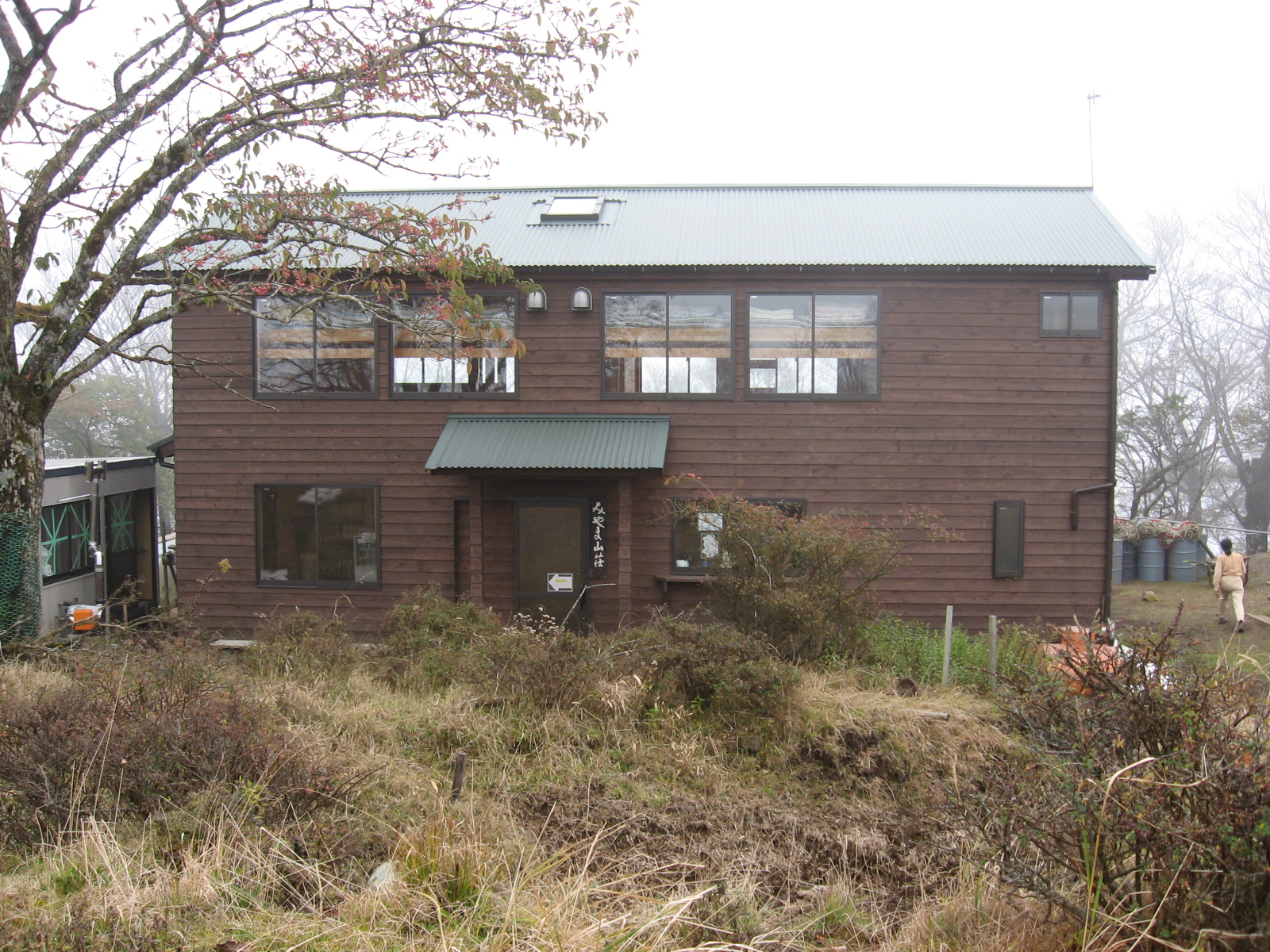
みやま山荘
丹沢山の山頂。（2007年4月撮影）

### 主な登山ルート
太字は登山口
- 大倉 ― 大倉尾根 ― 塔ノ岳 ― 丹沢山 (登り4時間40分・下り3時間20分[6])
  - 大倉バス停までは渋沢駅よりバス
- 宮ヶ瀬 ― 高畑山 ― 丹沢三峰 ― 丹沢山 (登り5時間55分・下り4時間20分[6])
  - 宮ヶ瀬の三叉路バス停までは本厚木駅よりバス
- 塩水橋 ― 天王寺尾根 ― 丹沢山 (登り3時間30分・下り2時間30分[6])
  - 塩水橋まで行くバスはない
- ヤビツ峠 ― 表尾根 ― 塔ノ岳 ― 丹沢山 (登り5時間15分・下り4時間15分[6])
  - ヤビツ峠バス停までは秦野駅よりバス
- 西丹沢ビジターセンター（旧西丹沢自然教室） ― ツツジ新道 ― 檜洞丸 ― 臼ヶ岳 ― 蛭ヶ岳 ― 丹沢山 (登り7時間50分・下り7時間20分[6])
  - 西丹沢ビジターセンターバス停までは新松田駅よりバス[7]
  - なお、2017年（平成29年）4月に西丹沢自然教室は西丹沢ビジターセンターに改称した[8]。

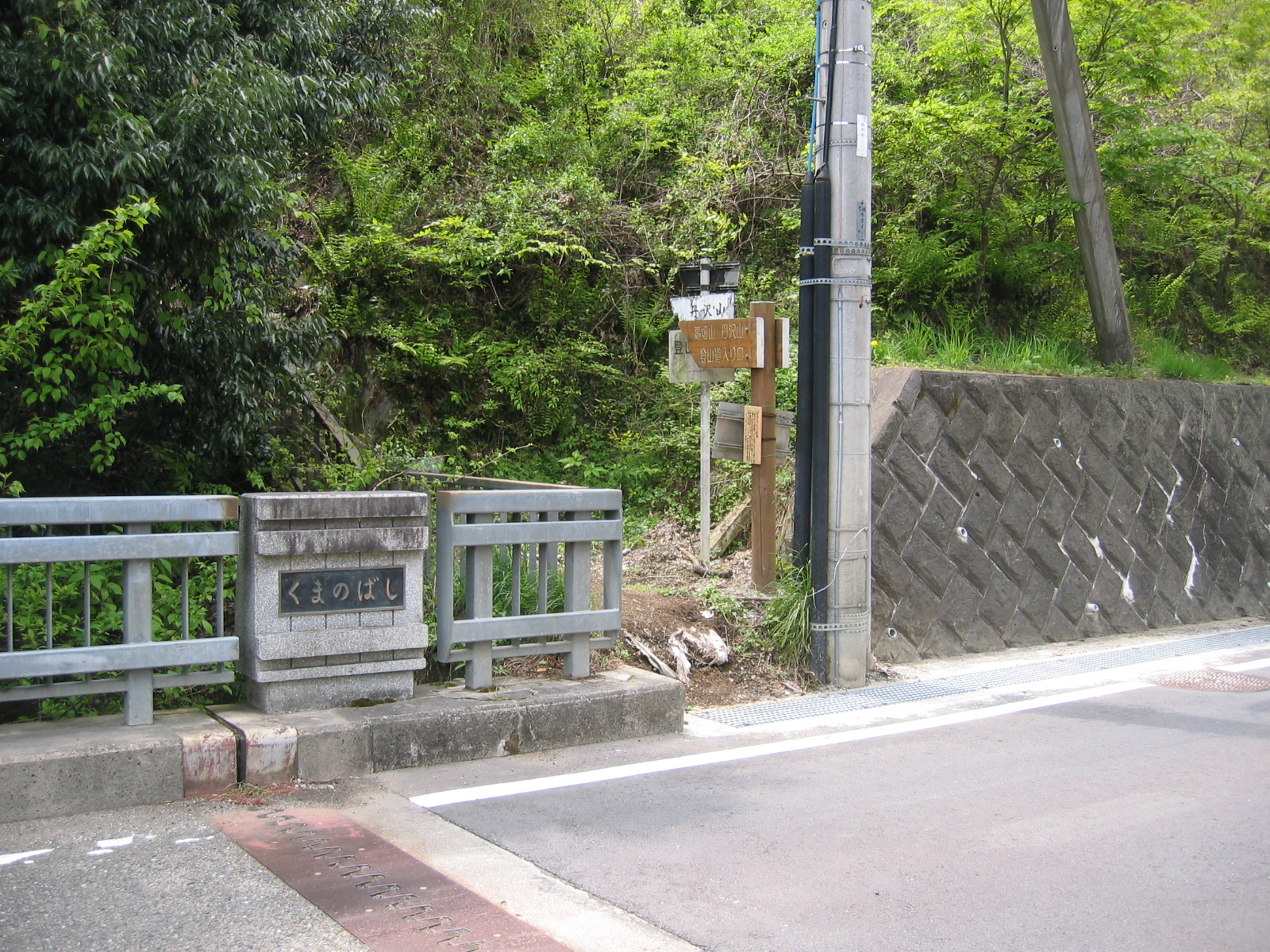
清川村宮ヶ瀬の登山口（県道70号線沿） 御殿森ノ頭、高畑山、丹沢三峰を経て丹沢山に至る
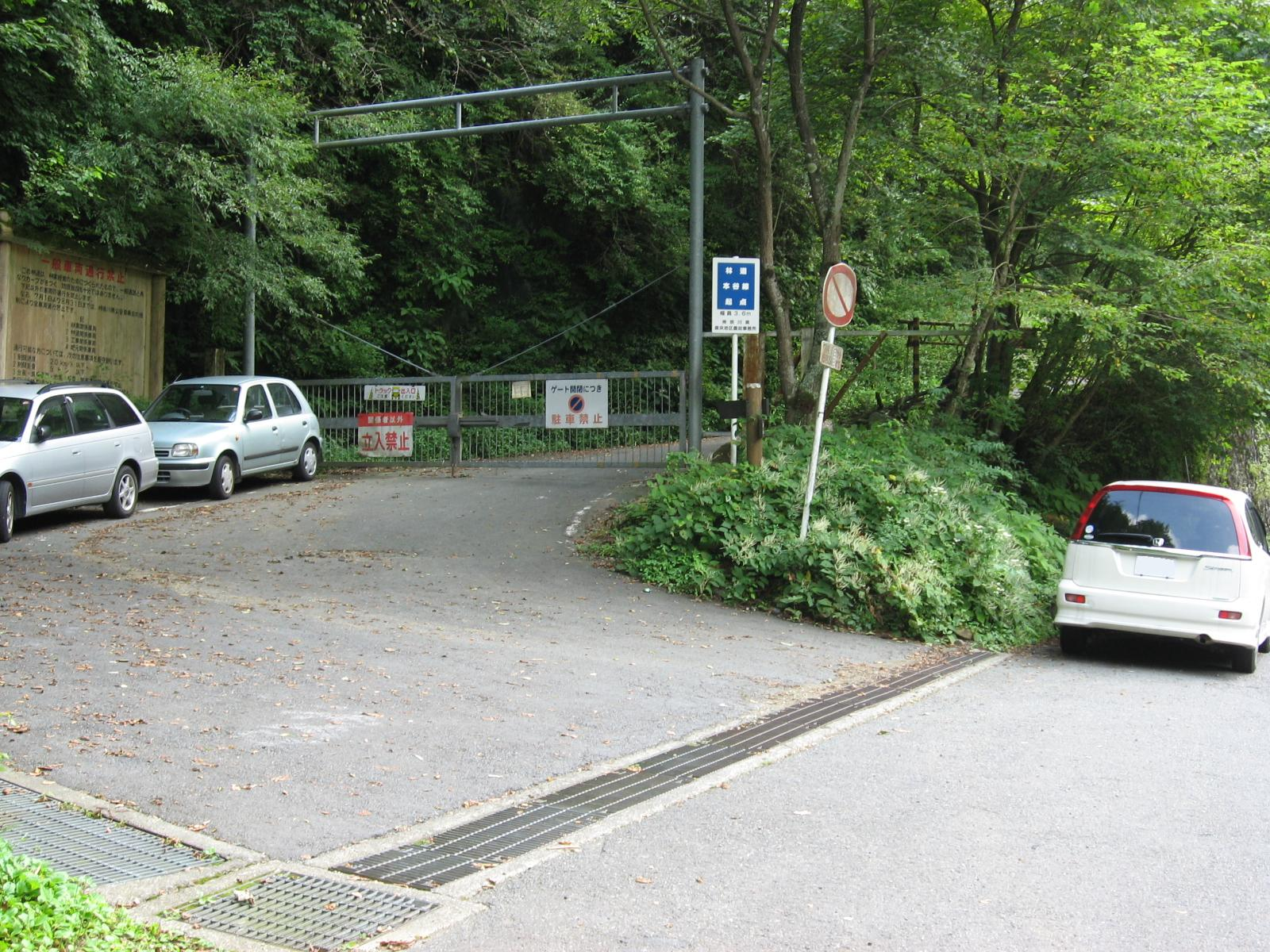
県道70号線塩水橋近くの本谷林道・塩水林道入口ゲート

### 登山道の荒廃
丹沢山系は、首都圏に近いことから、登山道が踏圧による洗掘と流水による土砂流出、拡幅したりすることにより大量の土壌の流出や裸地化を招き、荒廃しているという指摘がある。

## 周辺の山
丹沢主脈（北西）
- 箒杉沢ノ頭（1,550 m）
- 不動ノ峰（1,614 m）
- 鬼ヶ岩ノ頭（1,608 m）
- 蛭ヶ岳（1,673 m）

丹沢主脈（南）
- 竜ヶ馬場（1,504 m）
- 日高（1,461 m）
- 塔ノ岳（1,491 m）

丹沢三峰
- 西峰（太礼ノ頭）（1,352 m）
- 中峰（円山木ノ頭）（1,360 m）
- 東峰（本間ノ頭）（1,345 m）

## フィクションにおける丹沢山
- 『ビンゴ』 西村健/著 講談社刊 - 丹沢山が登場する
- 映画『スマホを落としただけなのに』